# Cardioptera nigridens
Cardioptera nigridens är en bönsyrseart som beskrevs av Werner 1926. Cardioptera nigridens ingår i släktet Cardioptera och familjen Mantidae. Inga underarter finns listade i Catalogue of Life.